# John Merle Coulter

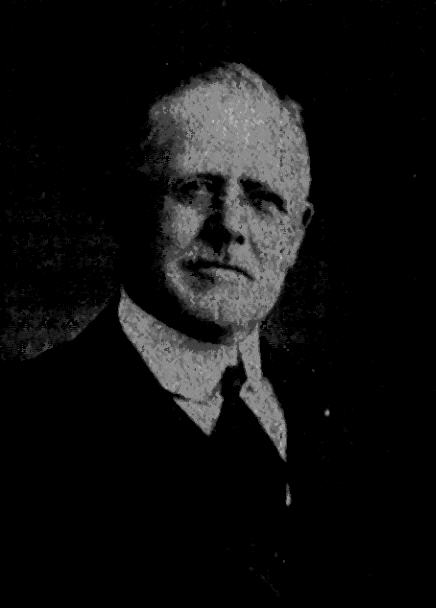
John Merle Coulter.

John Merle Coulter, född 20 november 1851, död 23 december 1928, var en amerikansk botaniker.
Coulter blev filosofie doktor 1882 och professor i botanik vid universitetet i Chicago 1896. År 1925 blev han föreståndare för Boyce Thomson Institute, Plant Resarch, New York. Hans forskningar rörde främst floran i Klippiga bergen och Texas, växtmorfologi, ärftlighetslära med mera.